# Suore oblate dei Sacri Cuori di Gesù e Maria
Le Suore Oblate dei Sacri Cuori di Gesù e Maria (in spagnolo Hermanas Oblatas de los Santísimos Corazones de Jesús y de María) sono un istituto religioso femminile di diritto pontificio.

## Storia
La congregazione fu fondata l'8 aprile 1892 a Cuenca, in Ecuador, dal sacerdote José Julio Matovelle Maldonado. Le prime cinque aspiranti presero l'abito religioso il 17 settembre 1893 ed elessero superiora Victoria Amalia Uriguen Espinoza, ritenuta confondatrice dell'istituto.
A seguito del movimento che aveva portato nel 1873 alla consacrazione dell'Ecuador al Sacro cuore di Gesù, Matovelle Maldonado aveva già dato inizio a una congregazione maschile per "l'instaurazione del regno sociale di Cristo" e decise di fondarne anche il ramo femminile.
L'istituto ricevette il pontificio decreto di lode il 25 luglio 1957.

## Attività e diffusione
Le suore si dedicano all'insegnamento, alla catechesi, all'aiuto nelle parrocchie, al servizio domestico nei seminari, alle missioni, alle opere sociali.
Oltre che in Ecuador, sono presenti in Venezuela; la sede generalizia è a Quito.
Alla fine del 2015 l'istituto contava 153 religiose in 41 case.